# Here I Am (альбом Blue System)
Here I Am (рус. «Вот я») — тринадцатый и последний студийный альбом немецкой группы Blue System, выпущенный 17 ноября 1997 года на лейбле BMG Ariola. Альбом был спродюсирован создателем группы Дитером Боленом и содержит 11 новых треков. Перед выходом альбома были выпущены два предальбомных сингла — «Anything» (ноябрь 1997 г.) и «Love Will Drive Me Crazy» (январь 1998 г.).
На песню из этого альбома «Anything» был снят клип.

## Список треков
1. Blue System — Love Will Drive Me Crazy
2. Blue System — Anything
3. Blue System — I Miss You
4. Blue System — I Love The Way You Are
5. Blue System — Don’t Do That
6. Blue System — Baby Believe Me
7. Blue System — You Are Lyin'
8. Blue System — C’est La Vie
9. Blue System — Every Day, Every Night
10. Blue System — Shame Shame Shame
11. Blue System — I Believe You Are An Angel

## Позиция в чартах
| Название чарта                    | Страна   | Позиция |
| --------------------------------- | -------- | ------- |
| ZPAV (Albums)                     | Польша   | 34      |
| GfK Entertainment charts (Albums) | Германия | 38      |